# Quercus dysophylla
Quercus dysophylla là một loài thực vật có hoa trong họ Cử. Loài này được Benth. miêu tả khoa học đầu tiên năm 1840.